# Steve Albini
Steven Frank Albini (Pasadena, 22 de julho de 1962 – Chicago, 7 de maio de 2024) foi um músico, produtor, engenheiro musical, guitarrista e jornalista musical.
Ele também foi membro do Big Black, do Shellac e do Rapeman. Ficou famoso por trabalhar com bandas como Pixies, Nirvana, Mogwai, Neurosis, Superchunk, PJ Harvey, High on Fire, Fugazi e The Stooges.

## Bandas

### Big Black (1982-1987)
Em 1982, Albini formou o Big Black, e gravou o EP Lungs. Pezzati Jeff (Naked Raygun) e Santiago Durango se juntaram a ele pouco depois, e o trio (juntamente com um drum machine creditado como "Roland") lançou mais dois EP: Bulldozer (1983) e Racer-X (1984). Pezzati mais tarde foi substituído no baixo por Dave Riley, com quem o grupo gravou dois discos esparsos: Atomizer (1986) e Songs About Fucking (1987), assim como o EP Headache (1987), e dois 7"  Heartbeat e He's a Whore/The Model. Influenciados por bandas como PiL, The Birthday Party, Killing Joke, Wire e Gang of Four, ganharam uma grande reputação em relação ao seu sarcasmo e a ironia de suas letras. Terminaram em 1987, na véspera do lançamento do seu segundo álbum.

### Rapeman (1987-1988)
Albini formou a controversa banda Rapeman em 1988, com ex-membros do Scratch Acid, Rey Washam (depois do Didjits), e David Wm. Sims (depois de The Jesus Lizard). Eles se separaram depois do lançamento de um EP, Budd, e um álbum, Two Nuns and a Mule Pack (1988).

### Shellac (1992-2024)
Albini formou o Shellac em 1992, com companheiros de banda Bob Weston (ex-Volcano Suns) e Todd Trainer (de Rifle Sport, Breaking Circus e Brick Layer Cake). Inicialmente lançaram três EP: The Rude Gesture: A Pictorial History, Uranus e The Bird Is the Most Popular Finger. Estes foram seguidos por quatro álbuns de estúdio: At Action Park (1994), Terraform (1998), 1000 Hurts (2000) e Excellent Italian Greyhound (2007). Todos foram liberados, primeiro em vinil, e depois em CD.

## Morte
Albini morreu em 7 de maio de 2024, aos 61 anos, em Chicago devido a um ataque cardíaco.

## Publicações selecionadas
- "Husker Du? Only Their Hairdresser Knows for Sure" Artigo para a Matter on Hüsker Dü, publicado em setembro de 1983.
- "I would like to be paid like a plumber" Carta escrita por Steve Albini ao Nirvana em 1992, descrevendo sua filosofia de trabalho
- "The Problem with Music" Ensaio escrito por Steve Albini para The Baffler em 1993.
- "Ask a music scene micro celebrity" Steve Albini responde a perguntas sobre bandas e música em um fórum de poker, The 2+2 Forums, 7 de julho de 2007. Arquivado the original em 17 de abril de 2010.
- "I am Steve Albini, ask me anything" reddit IAmA, 8 de maio de 2012; acessado em 21 de junho de 2015.
- "Steve Albini talks to LISTEN: "I try to be an ally in feminism"" Entrevista no LISTEN, 2 de maio de 2016; acessado em 16 de agosto de 2016.